# Зав'ялов Олександр Васильович
Олександр Васильович Зав'ялов (рос. Александр Васильевич Завьялов; 28 жовтня 1969, м. Красноярськ, СРСР) — радянський/російський хокеїст, захисник. Помічник головного тренера «Аріада-Акпарс» (Волжськ).

## З життєпису
Вихованець хокейної школи «Сокіл» (Новочебоксарськ). Виступав за: «Сокіл» (Новочебоксарськ), «Автомобіліст» (Свердловськ), «Ітіль»/«Ак Барс» (Казань), СКА (Санкт-Петербург), «Торпедо» (Нижній Новгород), «Югра» (Ханти-Мансійськ), ХК «Дмитров», «Аріада-Акпарс» (Волжськ).
Досягнення
- Чемпіон Росії (1998), срібний призер (2000, 2002), бронзовий призер (2004).

Тренерська кар'єра
- Помічник головного тренера «Аріада-Акпарс» (Волжськ) (з 2011, ВХЛ) з 12 квітня 2011.